# Aeroportul Pyay
Aeroportul Pyay (IATA: PRU, ICAO: VYPY) este un aeroport din Bago Region⁠(d), Myanmar.
Situat la o altitudine de 39 m, aeroportul dispune de o singură pistă.